# Unibet Stars Gentofte
Le Unibet Stars Gentofte est un club de hockey sur glace de Gentofte au Danemark. Il évolue dans la Metal ligaen l'élite danoise.

## Historique
Le club est créé en 2014.

## Palmarès
Aucun titre.